# 제주소년원
제주소년원, 또는 한길정보통신학교는 비행청소년의 재교육을 위해 대한민국 법무부 범죄예방정책국 소속에 설치된 기관이다. 제주특별자치도 제주시 애월읍 장소로 515에 있다.
소년원장은 서기관으로 보한다.